# Toybox Projects
Toybox Projects（トイボックス・プロジェクツ）は、マレーシアに拠点を置くエンターテインメント会社である。

## 概要
音楽を主にエンターテインメントを通じて日本とマレーシアのコラボ企画や日本文化復興活動を目的とする。主にJPOP・JROCKを中心としたエンターテインメントや文化のPR・イベント企画・プロデュース・アーティストマネージメントをする。
2015年のサマーソニックに出演したマレーシアのロックバンドBunkfaceや、スーパーモデルAmber Chiaの日本のPRも担当する他、日本のインディーズロックバンドでマレーシアでメジャーデビューを果たした眩惑庭園の海外マネージメントも務める。